# Eileen Brennan
Eileen Brennan, pseudonimo di Verla Eileen Brennen (Los Angeles, 3 settembre 1932 – Burbank, 28 luglio 2013), è stata un'attrice statunitense.

## Biografia
Di origini irlandesi, nacque a Los Angeles, California, figlia dell'attrice di film muti Regina "Jeanne" Menehan e del medico John Gerald Brennen. Nel corso della sua carriera, Eileen Brennan interpretò più di 121 ruoli tra film, film tv e serie tv.
Fu candidata al premio Oscar alla miglior attrice non protagonista per la sua interpretazione del capitano Doreen Lewis nel film Soldato Giulia agli ordini (1980), e vinse inoltre un Golden Globe e un Emmy, sempre per la sua interpretazione del medesimo personaggio nella serie televisiva tratta dal film Soldato Giulia agli ordini.

## Vita privata
Dal 1968 al 1974 fu sposata con il fotografo David John Lampson, dal quale ebbe due figli: Patrick (attore) e Sam (cantante). Dopo aver sconfitto un cancro al seno, l'attrice morì il 28 luglio 2013 a 80 anni nella sua casa di Burbank, in California, per un cancro alla vescica.

## Filmografia

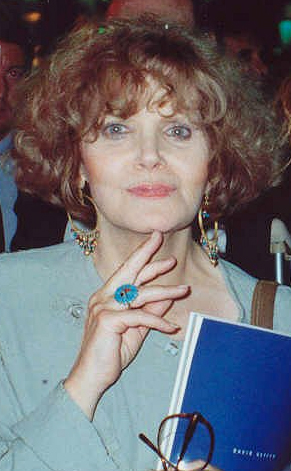
Eileen Brennan a Los Angeles nel 1990

### Cinema
- Divorzio all'americana (Divorce American Style), regia di Bud Yorkin (1967)
- L'ultimo spettacolo (The Last Picture Show), regia di Peter Bogdanovich (1971)
- Lo spaventapasseri (Scarecrow), regia di Jerry Schatzberg (1973)
- La stangata (The Sting), regia di George Roy Hill (1973)
- Daisy Miller, regia di Peter Bogdanovich (1974)
- Finalmente arrivò l'amore (At Long Last Love), regia di Peter Bogdanovich (1975)
- Un gioco estremamente pericoloso (Hustle), regia di Robert Aldrich (1975)
- Invito a cena con delitto (Murder by Death), regia di Robert Moore (1976)
- L'ultima corsa (The Last of the Cowboys), regia di John Leone (1977)
- FM, regia di John A. Alonzo (1978)
- A proposito di omicidi... (The Cheap Detective), regia di Robert Moore (1978)
- Soldato Giulia agli ordini (Private Benjamin), regia di Howard Zieff (1980)
- America, America (Pandemonium), regia di Alfred Sole (1982)
- The Funny Farm, regia di Ron Clark (1983)
- Signori, il delitto è servito (Clue), regia di Jonathan Lynn (1985)
- Una borsa piena di guai (Sticky Fingers), regia di Catlin Adams (1988)
- Le nuove avventure di Pippi Calzelunghe (The New Adventures of Pippi Longstocking), regia di Ken Annakin (1988)
- Rented Lips, regia di Robert Downey Sr. (1988)
- Going to the Chapel, regia di Paul Lynch (1988)
- It Had to Be You, regia di Joseph Bologna, Renée Taylor (1989)
- Stella, regia di John Erman (1990)
- Texasville, regia di Peter Bogdanovich (1990)
- Calda emozione (White Palace), regia di Luis Mandoki (1990)
- Joey Takes a Cab, regia di Albert Band (1991)
- I Don't Buy Kisses Anymore, regia di Robert Marcarelli (1992)
- Nunzio's Second Cousin, regia di John DeCerchio – cortometraggio (1994)
- Reckless, regia di Norman René (1995)
- Boys Life 2, regia di Mark Christopher, Tom DeCerchio (1997)
- Cambio vita (Changing Habits), regia di Lynn Roth (1997)
- Pants on Fire, regia di Rocky Collins (1998)
- L'ultima grande corsa (The Last Great Ride), regia di Ralph E. Portillo (1999)
- Moonglow, regia di Dennis Christianson (2000)
- Jeepers Creepers - Il canto del diavolo (Jeepers Creepers), regia di Victor Salva (2001)
- Dumb Luck, regia di Craig Clyde (2003)
- Una scatenata dozzina (Cheaper By The Dozen), regia di Shawn Levy (2003)
- The Hollow - La notte di Ognissanti (The Hollow), regia di Kyle Newman (2004)
- La banda del porno - Dilettanti allo sbaraglio! (The Moguls), regia di Michael Traeger (2005)
- Miss F.B.I. - Infiltrata speciale (Miss Congeniality 2: Armed & Fabulous), regia di John Pasquin (2005)
- Peanut Butter, regia di Michelle Lynskey – cortometraggio (2007)
- Adventures in Appletown, regia di Robert Moresco (2008)
- Naked Run, regia di Vincent Foster (2011)

### Televisione
- The Star Wagon, regia di Karl Genus – film TV (1966)
- NET Playhouse – serie TV, 1 episodio (1967)
- Laugh-In – serie TV, 11 episodi (1968)
- La signora e il fantasma (The Ghost & Mrs. Muir) – serie TV, 1 episodio (1970)
- The Most Deadly Game – serie TV, 1 episodio (1970)
- Arcibaldo (All in the Family) – serie TV, 1 episodio (1972)
- McMillan e signora (McMillan & Wife) – serie TV, 1 episodio (1972)
- Compagni di gioco (Playmates), regia di Theodore J. Flicker – film TV (1972)
- Jigsaw – serie TV, 1 episodio (1973)
- Los Angeles 5º distretto di polizia (The Blue Knight), regia di Robert Butler – film TV (1973)
- Wide World Mystery – serie TV, 1 episodio (1974)
- Nourish the Beast – film TV (1974)
- Insight – serie TV, 1 episodio (1975)
- My Father's House – film TV (1975)
- Knuckle – film TV (1975)
- La notte in cui l'America ebbe paura (The Night That Panicked America) – film TV (1975)
- Barnaby Jones – serie TV, 1 episodio (1975)
- Kojak – serie TV, 1 episodio (1975)
- The Death of Richie – film TV (1977)
- L'Evo di Eva (All That Glitters) – serie TV, episodio 1x01 (1977)
- Black Beauty – miniserie TV, un episodio (1978)
- Visions – serie TV, 1 episodio (1978)
- 13 Queens Boulevard – serie TV, 9 episodi (1979)
- When She Was Bad... – film TV (1979)
- My Old Man – film TV (1979)
- A New Kind of Family – serie TV, 11 episodi (1979-1980)
- When the Circus Came to Town, regia di Boris Sagal – film TV (1981)
- Taxi – serie TV, 1 episodio (1981)
- Incident at Crestridge (1981) – film TV
- American Playhouse – serie TV, 1 episodio (1982)
- Soldato Benjamin (Private Benjamin) – serie TV, 39 episodi (1981-1983)
- Love Boat (The Love Boat) – serie TV, 2 episodi (1984)
- The Fourth Wise Man – film TV (1985)
- Off the Rack – serie TV, 7 episodi (1984-1985)
- The History of White People in America – film TV (1985)
- Il fantastico mondo dei giocattoli (Babes in Toyland) (1986) – film TV
- The History of White People in America: Volume II – film TV (1986)
- Patto di sangue (Blood Vows: The Story of a Mafia Wife) – film TV (1987)
- Magnum, P.I. – serie TV, 1 episodio (1987)
- CBS Summer Playhouse – serie TV, 1 episodio (1988)
- Bravo Dick (Newhart) – serie TV, 2 episodi (1988-1989)
- The Ray Bradbury Theater – serie TV, 1 episodio (1990)
- Blossom - Le avventure di una teenager (Blossom) – serie TV, 3 episodi (1991)
- In famiglia e con gli amici (Thirtysomething) – serie TV, 1 episodio (1991)
- Attrazioni omicide (Deadly Intentions... Again?), regia di James Steven Sadwith – film TV (1991)
- American Dreamer – serie TV, 1 episodio (1991)
- La battaglia di Nancy (Taking Back My Life: The Nancy Ziegenmeyer Story) – film TV (1992)
- Quell'uragano di papà (Home Improvement) – serie TV, 1 episodio (1992)
- Finché morte non vi separi (Poisoned by Love: The Kern County Murders) – film TV (1993)
- Tribeca – serie TV, 1 episodio (1993)
- Jack's Place – serie TV, 1 episodio (1993)
- Precious Victims – film TV (1993)
- I racconti della cripta (Tales from the Crypt) – serie TV, 1 episodio (1993)
- Voglia di ricominciare (My Name Is Kate) – film TV (1994)
- La signora in giallo (Murder, She Wrote) – serie TV, episodi 4x04-11x05 (1987-1994)
- In Search of Dr. Seuss – film TV (1994)
- Take Me Home Again – film TV (1994)
- Walker Texas Ranger – serie TV, 1 episodio (1995)
- Thunder Alley – serie TV, 1 episodio (1995)
- Un pazzo venerdì (Freaky Friday) – film TV (1995)
- Voglio mio figlio (Trail of Tears) – film TV (1995)
- Tre vite allo specchio (If These Walls Could Talk) – film TV (1996)
- E.R. - Medici in prima linea (ER) – serie TV, 2 episodi (1996)
- The Wonderful World of Disney – serie TV, 1 episodio (1997)
- L'atelier di Veronica (Veronica's Closet) – serie TV, 1 episodio (1997)
- Nash Bridges – serie TV, 1 episodio (1998)
- Innamorati pazzi (Mad About You) – serie TV, 1 episodio (1998)
- Il tocco di un angelo (Touched by an Angel) – serie TV, 1 episodio (1999)
- The Fearing Mind – serie TV, 1 episodio (2000)
- Arli$$ – serie TV, 1 episodio (2002)
- Lizzie McGuire – serie TV, 1 episodio (2003)
- Squadra Med - Il coraggio delle donne (Strong Medicine) – serie TV, 1 episodio (2003)
- Settimo cielo (7th Heaven) – serie TV, 9 episodi (1996-2006)
- Will & Grace – serie TV, 6 episodi (2001-2006)

### Doppiaggio
- Gravedale High – serie TV, 2 episodi (1990)
- Recycle Rex, regia di Howard E. Baker (1993) – cortometraggio
- Bonkers - Gatto combinaguai (Bonkers) – serie TV, 3 episodi (1993)

## Riconoscimenti
- Premio Oscar
  - 1981 – Candidatura alla miglior attrice non protagonista per Soldato Giulia agli ordini

- Golden Globe
  - 1982 – Miglior attrice in una serie commedia o musicale per Soldato Benjamin
  - 1983 – Candidatura alla miglior attrice in una serie commedia o musicale per Soldato Benjamin

- BAFTA
  - 1972 – Candidatura alla migliore attrice non protagonista per L'ultimo spettacolo

- Emmy Awards
  - 1981: Candidatura – Migliore attrice protagonista in una serie commedia o musicale per Taxi
  - 1981: Vinto – Migliore attrice non protagonista in una serie commedia o musicale per Soldato Benjamin
  - 1982: Candidatura – Migliore attrice non protagonista in una serie commedia o musicale per Soldato Benjamin
  - 1983: Candidatura – Migliore attrice non protagonista in una serie commedia o musicale per Soldato Benjamin
  - 1989: Candidatura – Migliore attrice protagonista in una serie commedia o musicale per Bravo Dick
  - 1991: Candidatura – Migliore attrice ospite in una serie drammatica per thirtysomething
  - 2004: Candidatura – Migliore attrice ospite in una serie comica o commedia per Will & Grace

- Razzie Awards
  - 1989: Candidatura – Peggiore attrice non protagonista per Le nuove avventure di Pippi Calzelunghe

## Doppiatrici italiane
Nelle versioni in italiano delle opere in cui ha recitato, Eileen Brennan è stata doppiata da:
- Paola Mannoni in L'ultimo spettacolo, La signora in giallo (ep. 11x05)
- Gabriella Genta in Soldato Benjamin, Signori, il delitto è servito
- Miranda Bonansea ne Le nuove avventure di Pippi Calzelunghe, Stella
- Solvejg D'Assunta in Soldato Giulia agli ordini, Settimo cielo (st. 5-10)
- Benita Martini in A proposito di omicidi...
- Vittoria Febbi in La stangata
- Ada Maria Serra Zanetti in Invito a cena con delitto
- Germana Dominici in Calda emozione
- Rita Di Lernia ne La signora in giallo (ep. 4x04)
- Rita Savagnone in Settimo cielo (ep. 1x01)
- Isa Bellini in Settimo cielo (ep. 1x12, 1x22, 2x05)
- Cristina Grado in E.R. - Medici in prima linea
- Franca Lumachi in Miss F.B.I. - Infiltrata speciale
- Anna Teresa Eugeni in Will & Grace (ep. 4x19, 8x19)
- Lorenza Biella in Will & Grace (ep. 4x04)
- Graziella Polesinanti in Will & Grace (ep. 5x07, 6x15, 6x16)
- Serena Verdirosi in L'ultimo spettacolo (ridoppiaggio)